# Юлёярви
Ю́лёярви (фин. Ylöjärvi) — город в провинции Пирканмаа в губернии Западная Финляндия.

## История
Первое упоминание поселения известно в 1779 году. Строительство церкви в неоклассическом стиле было завершено в 1850 году. Церковь неоднократно перестраивалась и реставрировалась. Статус муниципалитета получил к 1869 году.
В 2002 году для городской библиотеки было построено новое здание, имеющее по фасаду восьмиметровые[уточнить] окна и спроектированное в виде треугольника. Распространена система обслуживания по регионам благодаря машине-библиобусу, маршрут обслуживания которой включает 62 остановки[стиль].

## Экономика
Действовавший в городе завод по изготовлению лобовых стёкол концерна Pilkington закрыт в 2012 году, под увольнение попало 320 человек.
В городе имеется небольшое предприятие по изготовлению рыболовных снастей, руководимое Маркку Аутио.

## Города-побратимы
- Balatonföldvár[вд], Венгрия (1994)[8]
- Арвика[вд], Швеция (1978)[8]
- Вышний Волочёк, Россия (1994)[8]
- Кареда, Эстония (2007)[8]
- Конгсвингер, Норвегия (1980)[8]
- Сааре, Эстония (2009)[8]
- Саку, Эстония (1992)[8]
- Скиве, Дания (1980)[8]
- Шиннскаттеберг[вд], Швеция (2009)[8]